# Alhaji Momodo Njie
Alhaji Momodo Njie, conocido como Biri Biri (Banjul, Gambia, 30 de marzo de 1948-Dakar, Senegal, 19 de julio de 2020), fue un futbolista gambiano que jugó en el Sevilla FC. Fue el primer futbolista gambiano que jugó profesionalmente en el extranjero, así como el primero que jugó profesionalmente en Dinamarca. Fue considerado el mejor futbolista gambiano de todos los tiempos. Su hijo es el también futbolista Yusupha Njie

## Biografía
Biri Biri comenzó su carrera en varios clubes de Gambia. En 1970, se trasladó al club inglés Derby County, bajo las órdenes del entrenador Brian Clough. Regresó a Gambia para jugar en el Wallidan Banjul, antes de trasladarse de nuevo a Europa en 1972, convirtiéndose en el primer jugador africano en jugar profesionalmente en Dinamarca, mientras firmaba para B 1901 Nykøbing. En 1973 fue fichado por el Sevilla FC, siendo el primer jugador de raza negra en la historia de dicho club. Es considerado por los sevillistas como una figura de culto, y en el estadio los seguidores ultras tomaron el nombre de "Biris Norte" en su honor. Se trasladó al club danés Herfølge BK en 1980, antes de regresar a Wallidan Banjul en 1981, donde terminó su carrera en 1987.
Fue nombrado alcalde suplente de su ciudad natal, Banjul, en 1994, cuando el presidente Yayah Jammeh llegó al poder, puesto que Biri Biri no abandonó hasta su muerte.
En el 2000, Biri Biri recibió la Orden del Mérito por el presidente de Gambia Yahya Jammeh, y fue nombrado "mejor futbolista del último milenio y de todos los tiempos" en Gambia.
Falleció el 19 de julio de 2020 a los setenta y dos años. Falleció tras no superar una intervención quirúrgica a la que fue sometido en un hospital de Dakar.
La hinchada del Sevilla FC se autodenominó Biris en honor a Biri Biri quien ha sido reconocido como una leyenda del club y está presente entre los 100 mejores jugadores en la historia del cuadro andaluz en el que jugó 109 partidos y anotó 34 goles.

## Honores
- Orden del Mérito (Gambia) / en:Order of the Republic (Gambia)